# Punta Negra (udde i Spanien, Balearerna)
Punta Negra är en udde i Spanien.   Den ligger i regionen Balearerna, i den östra delen av landet, 600 km öster om huvudstaden Madrid.
Terrängen inåt land är platt. Havet är nära Punta Negra åt sydväst. Närmaste större samhälle är Ses Salines, 8,0 km norr om Punta Negra. 